# Napred
Napred (lapcímének magyar fordítása Előre) a Magyarországi Szociáldemokrata Párt szlovák nyelven megjelenő havilapja volt a Magyar Királyságban. Első lapszámát 1906. szeptember 15-én adták ki Pozsonyban. Főszerkesztője Emanuel Lehocký volt, akit 1908-ban J. Pocisk váltott fel tisztségében. A lap 1909. április 16-án szűnt meg. Az 1909. május 1-jén induló pozsonyi kiadású Robotnícke noviny váltotta fel.